# Ruetter
Ruetter (ook: Rütter, Rüter, Ruyter of Rueter) is een Nederlands-Duits geslacht dat oorspronkelijk afkomstig is uit Gelderland.

## Geschiedenis
Een bekende telg was Jan (ook: Johan) Rueter Henrickssoen, die te Zutphen omstreeks 1600 actief was als rechter en later (1607) burgemeester. Er zijn meerdere telgen bekend die als bestuurders en politici actief waren in de regio.

## Familiewapen
In goud en blauw een klimmend paard met geheven staart. Helmteken: een ruiter met in zijn rechterhand een lans. 
Dekkleden: blauw, gevoerd van goud.
Het familiewapen komt onder meer voor op het graf van Wilhelmina Ruetters (1566) in de Sint Walburgiskerk te Zutphen.